# Bab Ftouh
Bab Ftouh (napisano tudi Bab Fetouh) so glavna jugovzhodna vrata Fes el-Bali, starega obzidanega mesta Fes v Maroku.

## Zgodovina
Ime Bab (al-)Ftouh dobesedno pomeni 'Vrata odpiranja', toda zgodovinsko se je to ime (uporabljalo se tudi za Bab al-Futuh v Kairu) razlagalo kot 'Vrata osvajanja' ali 'Vrata zmage'. Vendar se domneva, da ime teh vrat izvira bolj neposredno iz imena emirja Zenata, ki se je sam imenoval al-Fetouh Ibn Dunas in je dominiral zgodnjemu mestu Madinat Fas (danes Andaluzijska četrt) od leta 1059 do 1061, ko je bil Fes še razdeljen na dve ločeni mesti. Rečeno je, da je zgradil prva vrata na tem območju z njegovim imenom. Ta vrata so nadomestila prejšnja idrisidska vrata, imenovana Bab al-Kibla (poimenovana po dejstvu, da so vrata ležala v smeri molitve, Kibla, glede na središče mesta). Al-Fetouh je tekmoval s svojim bratom 'Ajisa, ki je nadzoroval drugo mesto, al-'Alija, na nasprotni obali reke, in ki je dal svoje ime vratom, znanim kot Bab Guissa. Kmalu zatem, leta 1069, so pobrateni mesti osvojili Almoravidi in jih z enim samim obzidjem združili v eno mesto. Te je leta 1145 uničil almohadski osvajalec Abd al-Mumin, nato pa jih je leta 1212 ponovno zgradil eden od njegovih naslednikov, Mohamed al-Nasir.
Trenutna vrata tako segajo v bistvu v obdobje Almohadov, ko so bila ena od vrat v obzidju, ki jih je obnovil Mohamed al-Nasir.:55 Vrata je v 18. stoletju spremenil in obnovil alavitski sultan Mohamed ibn Abdalah. Nedaleč stran od teh so bila še dvoja druga vrata: Bab Kouka na severovzhodu in Bab el-Hamra na jugozahodu. Vendar so oboja izginila pred stoletji, pri čemer so Bab Ftouh ostala edini glavni vhod v tem delu mesta (dokler novejše vrzeli niso nastale za sodobne ceste). V poznem 16. stoletju so Saadijci zgradili kazbo (citadelo ali utrjeno ograjo), imenovano Kazba Tamdert, severno od vrat in znotraj mestnega obzidja, najverjetneje za pomoč pri ohranjanju nadzora nad tistim, kar so videli kot sovražno lokalno prebivalstvo.
Danes je območje Bab Ftouh tudi lokalno prometno vozlišče za avtobuse in taksije, tu poteka cesta proti vzhodu v Tazo.

## Arhitektura
Kljub obnovam so vrata verjetno ohranila svojo prvotno almohadsko zasnovo na splošno. Za razliko od mnogih drugih srednjeveških mestnih vrat nimajo upognjenega vhoda, ampak zagotavljajo raven prehod v staro mesto. Vendar pa je na obeh straneh utrjen z dvema pravokotnima stolpoma. Visoka so približno 15 metrov, zaradi česar so ena najbolj masivnih vrat v mestu. Vrata se odpirajo skozi velik podkvast ali mavrski lok, obdan s plitvim pravokotnim okvirjem (podobno kot Bab Mahruk na drugi strani mesta), obdan z manjšimi obokanimi odprtinami na obeh straneh.

## Pokopališče Bab Ftouh
Zunaj vrat, ki pokriva veliko območje na vzpenjajočih se pobočjih proti jugu, je pokopališče Bab Ftouh. Je eno največjih in zgodovinsko najprestižnejših pokopališč v Fesu, na katerem so grobovi številnih slavnih in bogatih meščanov Fesa, pa tudi številnih lokalnih muslimanskih svetnikov in marabotov. Na višjem delu, na zgornjem robu pokopališča, je širok raven prostor, ki služi kot zunanja molilnica (msala), znana kot Msalla paše.
Samo pokopališče je praviloma razdeljeno na dva dela. Zahodni del je znan kot el-Kbab ('Kupole') in vključuje kupolaste mavzoleje številnih svetnikov, kot je Sidi Derras ibn Sma'il. Vzhodni del je znan kot Sidi Harazem, po enem najpomembnejših lokalnih svetnikov, ki so bili pokopani tukaj: Sidi 'Ali ibn Harazem (ali Harzihim), sufijski mistik iz 12. stoletja, ki je umrl v letih 1164-65. Njegov mavzolej, označen z zeleno piramidasto streho, je najvidnejša stavba tukaj. Tu je bil v 17. stoletju pokopan ustanovitelj alavitske rodbine Mulaj Rašid. Sedanjo stavbo je zgradil (ali obnovil) sultan Mohamed ibn Abdalah v poznem 18. stoletju. Grobnica Sidija Harazema je še vedno predmet priljubljenega mousema (verskega festivala) vsako pomlad in njegova grobnica je bila zgodovinsko vključena v druge priljubljene verske obrede in dogodke.
Drugo zgodovinsko pokopališče, pokopališče Bab al-Hamra (imenovano po nekdanjih mestnih vratih, ki so tam) obstaja tudi znotraj mestnega obzidja, zahodno od vrat Bab Ftouh.